# Yvonne Curtet

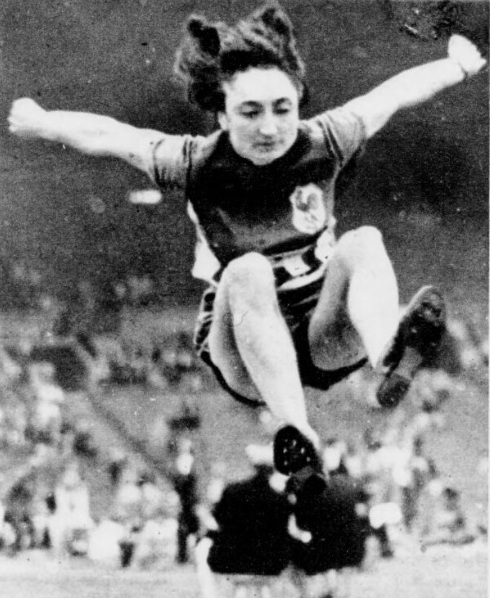
Yvonne Curtet, 1948

Yvonne Alice Emilie Curtet, geborene Chabot (* 28. Mai 1920 in Cannes, Département Alpes-Maritimes; † 21. Februar 2025 in Esserts-Blay, Département Savoie) war eine französische Weitspringerin.

## Sportliche Laufbahn
1948 wurde sie Achte bei den Olympischen Spielen in London und 1950 Vierte bei den Leichtathletik-Europameisterschaften in Brüssel.
Bei den Olympischen Spielen 1952 in Helsinki kam sie auf den 23. Platz.
Dreimal wurde sie Französische Meisterin im Weitsprung (1945, 1946, 1949) und zweimal im Fünfkampf (1946, 1949). Ihre persönliche Bestleistung von 5,76 m stellte sie am 25. Juni 1950 in Albi auf.
Ihre Tochter Jacqueline Curtet war ebenfalls als Weitspringerin erfolgreich.
Yvonne Curtet starb am 21. Februar 2025 im Alter von 104 Jahren in Esserts-Blay.
Von 2023 bis zu ihrem Tod im Februar 2025 galt Yvonne Curtet als älteste noch lebende Olympiateilnehmerin.